# Lemps (Ardèche)
Lemps – miejscowość i gmina we Francji, w regionie Owernia-Rodan-Alpy, w departamencie Ardèche.
Według danych na rok 1990 gminę zamieszkiwało 507 osób, a gęstość zaludnienia wynosiła 42 osób/km² (wśród 2880 gmin regionu Rodan-Alpy Lemps plasuje się na 1140. miejscu pod względem liczby ludności, natomiast pod względem powierzchni na miejscu 974.).